# Hohhot Grand Prix
L'Hohhot Grand Prix è un torneo internazionale di judo che si tiene annualmente ad Hohhot, in Cina.
Il torneo è parte del circuito IJF World Tour.

## Edizioni
Di seguito la tabella delle ultime edizioni del meeting.
| Anno | Edizione | Circuito            | Dettagli               |
| ---- | -------- | ------------------- | ---------------------- |
| 2017 | IV       | IJF World Tour 2017 | Hohhot Grand Prix 2017 |
| 2018 | V        | IJF World Tour 2018 | Hohhot Grand Prix 2018 |